# جزیره پارادایس
جزیره پارادایس (به انگلیسی: Paradise Island) یا پارادایس‌آیلند جزیره کوچک در شمال شهر ناسائو و استان نیوپرووانس باهاما قرار گرفته‌است. مالکیت جزیره پارادایس در اختیار هانتیگتون هارتفورد می‌باشد که آن را در سال ۱۹۵۹ از آکسل وننر-گرن سرمایه‌دار سوئدی خریداری کرد و نام جزیره را از نام هوگ به پارادایس برگداند او سازنده پالم‌بیچ جان وولک را استخدام کرد تا جزیره را به یک مکان توریستی تبدیل کند. بعدها هارینگتون از دو سرمایه‌دار به نام‌های جیمز کراسبی و جک دیویس برای توسعه جزیره پارادایس کمک گرفت شرکت تفرجگاه‌های بین‌المللی ایجاد کردند و مالکیت جزیره در دست این شرکت می‌باشد. برهنگی در این جزیره به دلیل مالکیت خصوصی آن تحمل می‌شود.

## جاذبه‌های توریستی
- فانوس‌دریایی هاربور ناسائو
- مرکز یوگا سیواندا اشرام
- پلاژ کولونیال
- پلاژ کاسورینا
- دلفیناریوم باهاما
- باغ کولیستر
- اسکله تفریحی مارینا هاربور
- زمین گلف جزیره پارادایس
- پلاژ قاچاقچیان
- پلاژ آراواک
- پلاژ کلم
- کازینو آتلانتیس
- پلاژ غار
- پارک آبی پاورتاور
- استخرهای شنای کولوناده
- استخر شنای کاس‌کادس
- دلفیناریوم کی آتلانتیس
- پلاژ پارادایس

## فرهنگ عامه
- فیلم کمک! (۱۹۶۵) از سری فیلم‌های بیتل‌ها
- فیلم گلوله آتشین (۱۹۶۵) از سری فیلم‌های جیمزباند
- فیلم پدر قهرمانم (۱۹۹۴)
- فیلم روز تعطیل در خورشید (۲۰۰۱)
- فیلم پس از غروب آفتاب (۲۰۰۴)
- فیلم کازینو رویال (۲۰۰۶) از سری فیلم‌های جیمزباند
- فیلم زن دیگری (۲۰۱۴)
- سریال همسر من و بچه‌ها
- همه ستارگان

## نگارخانه

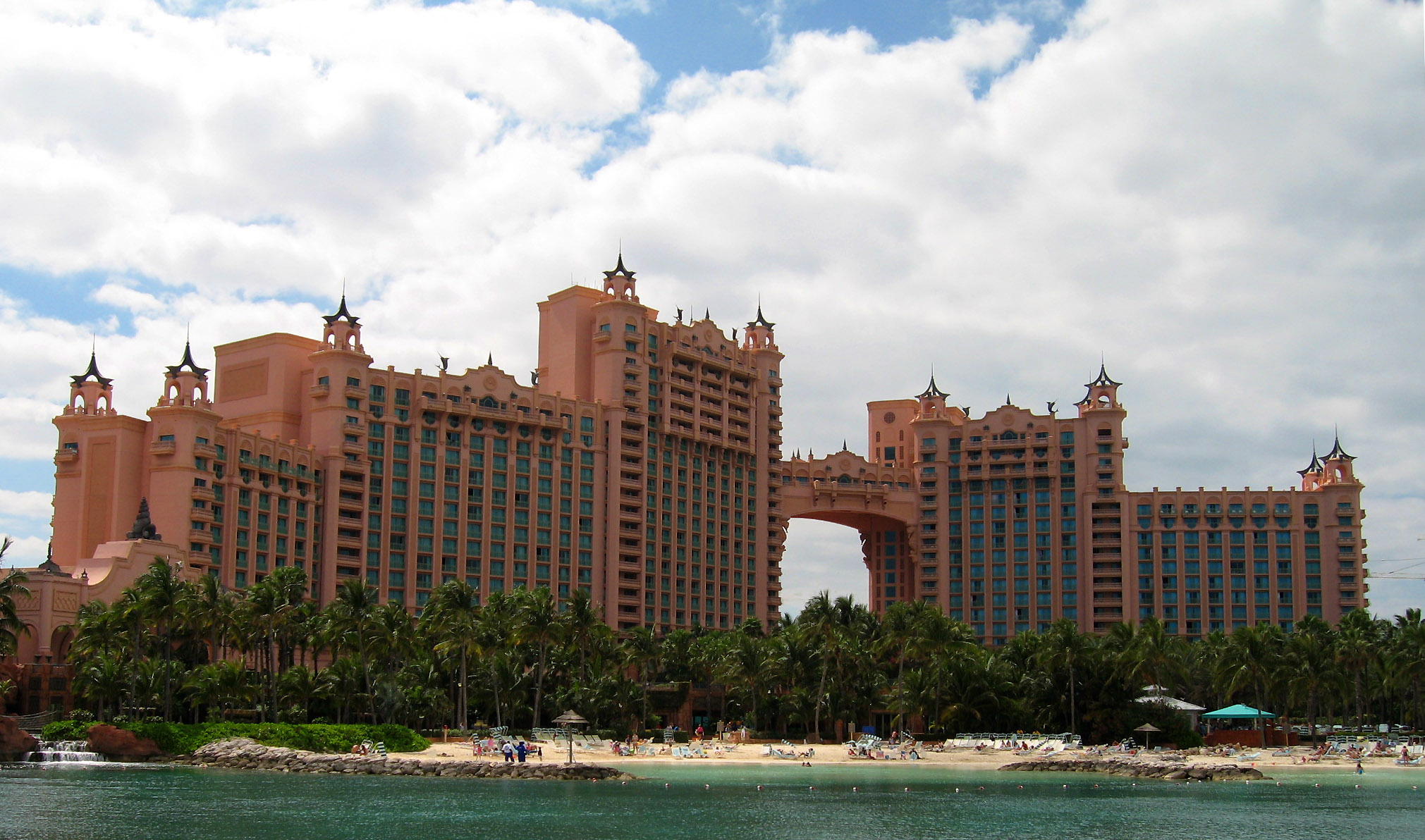
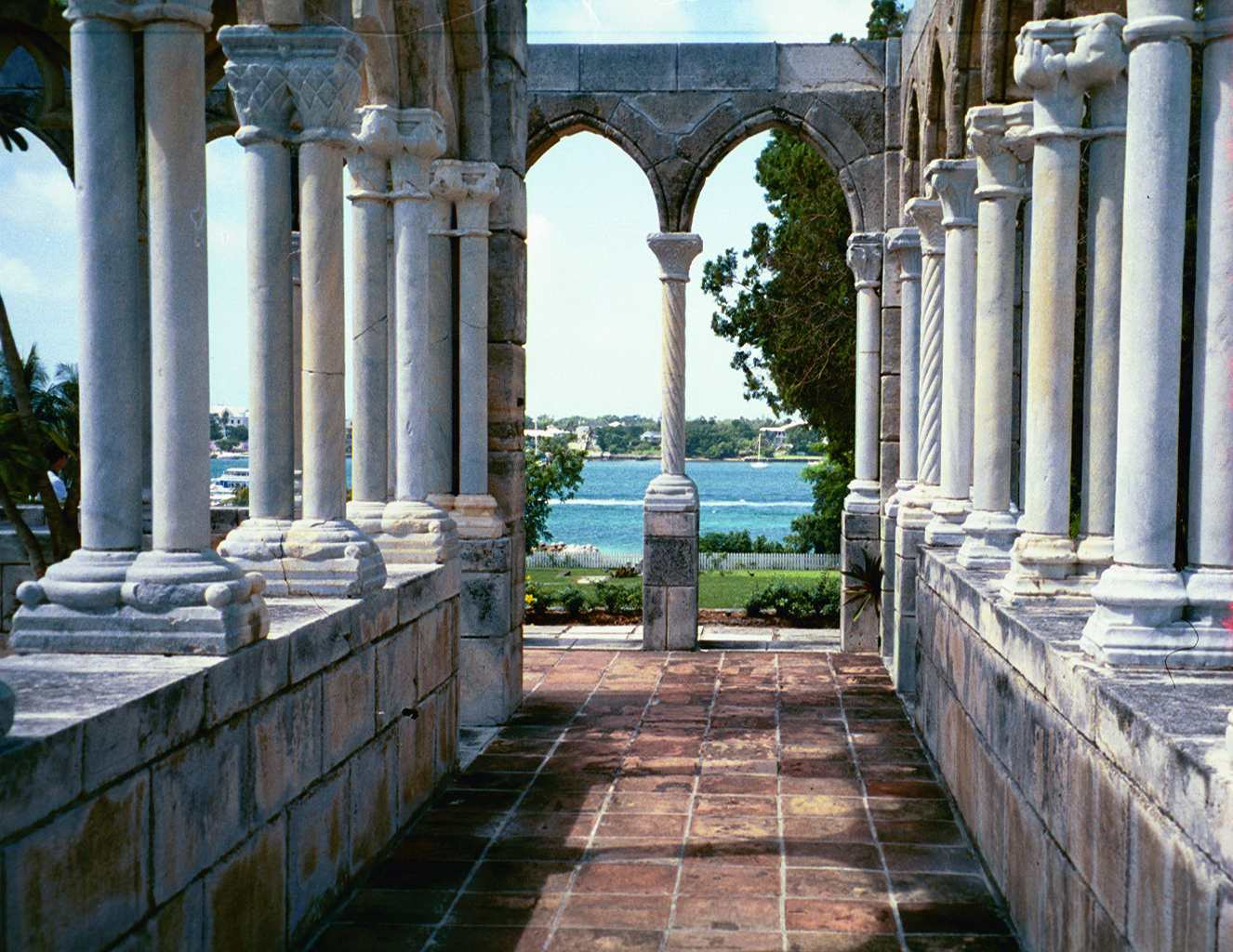
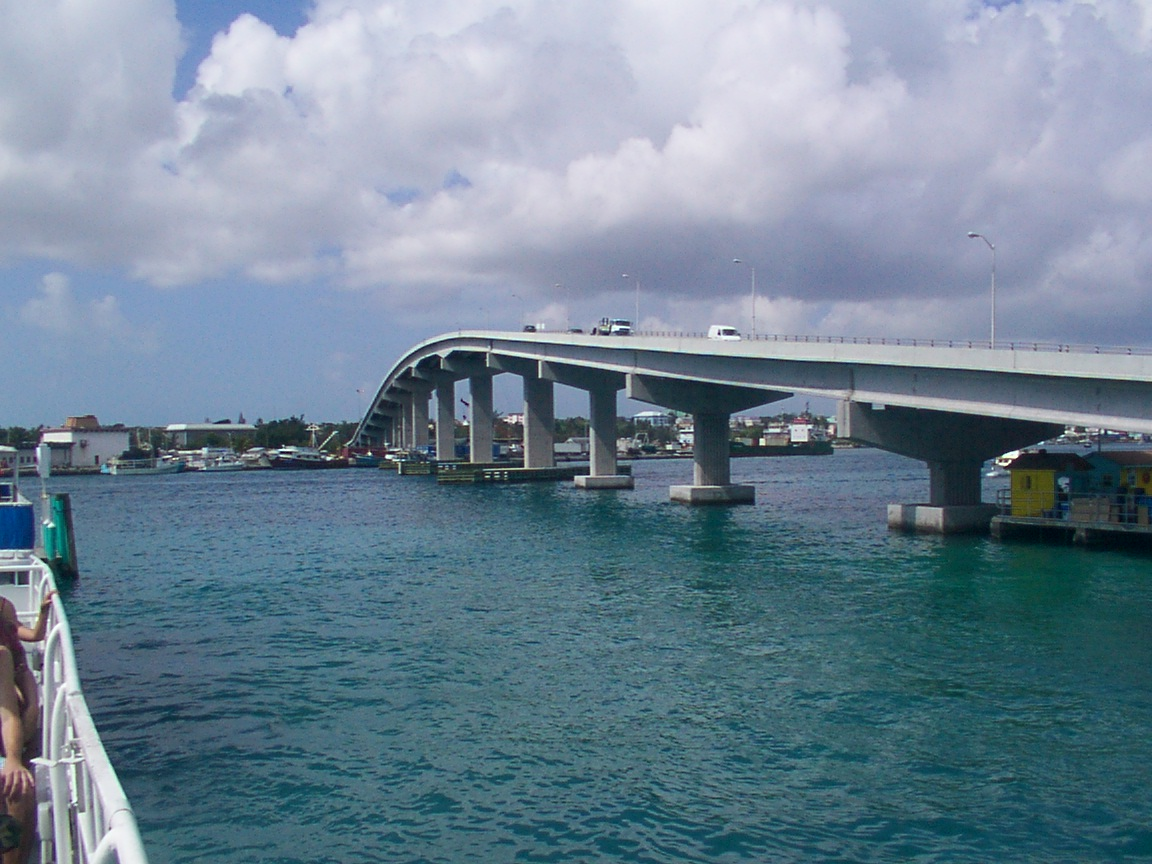
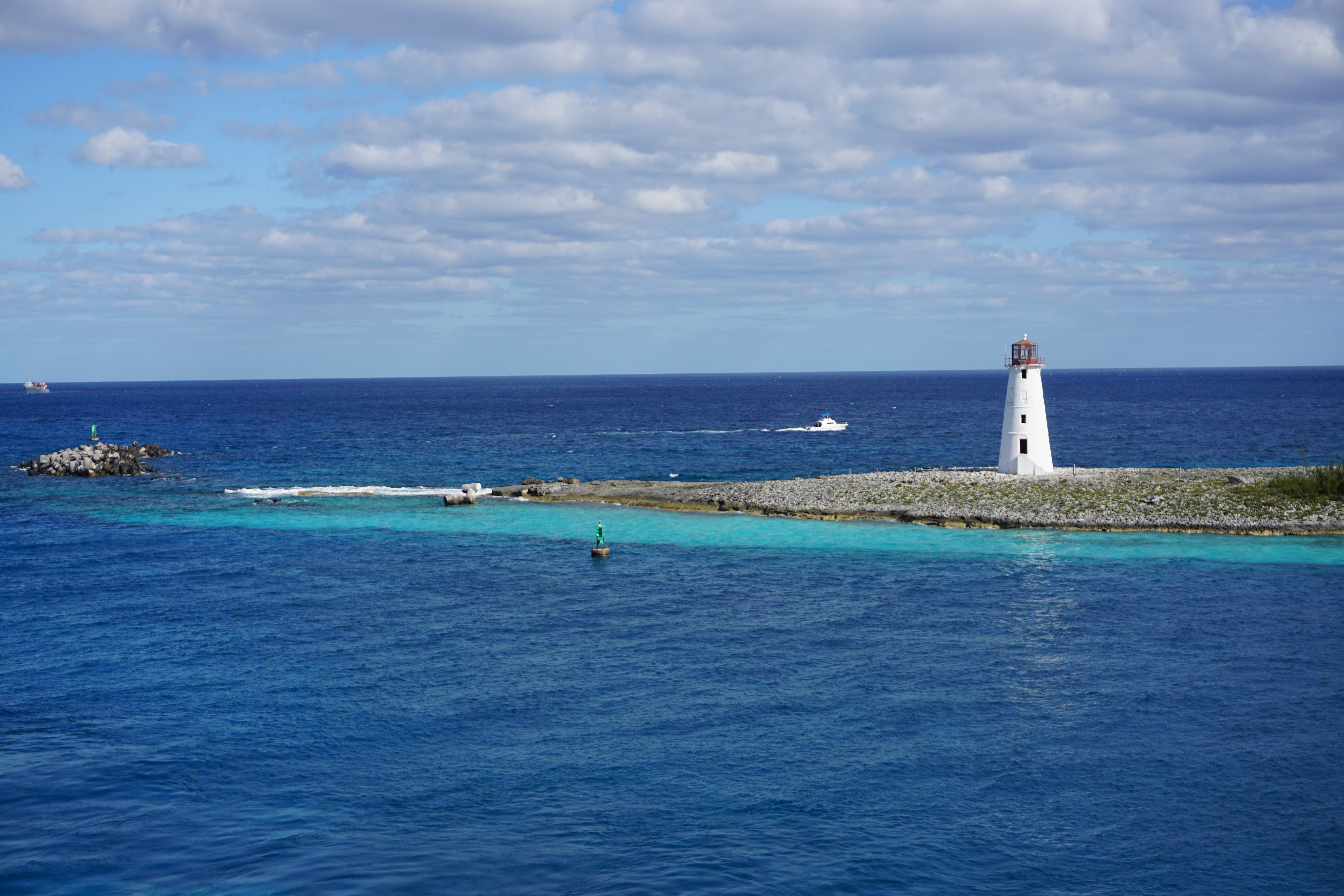
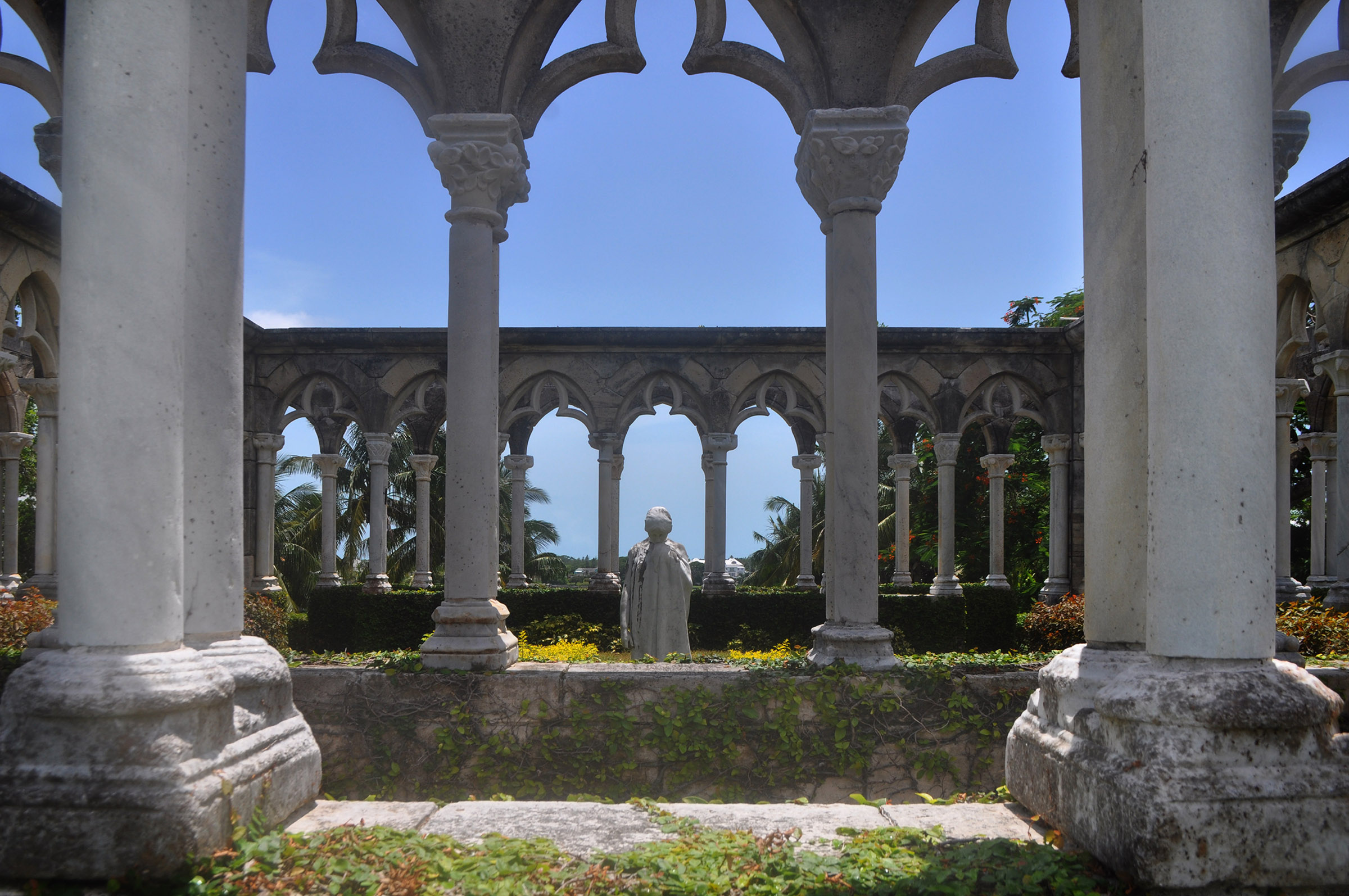
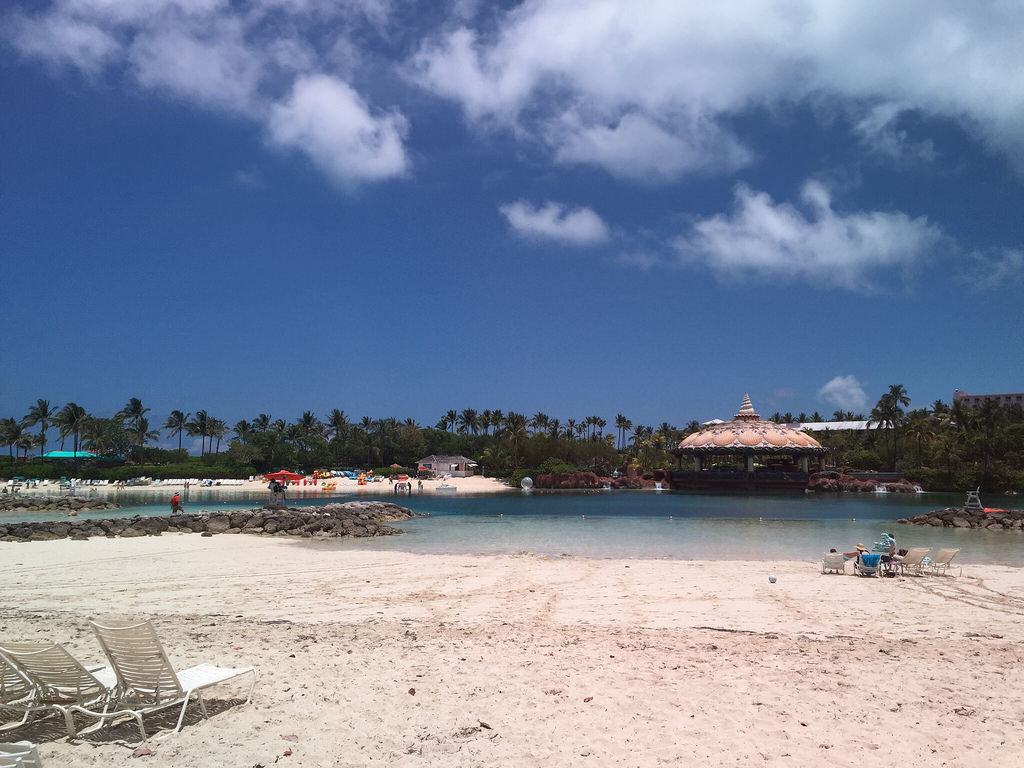
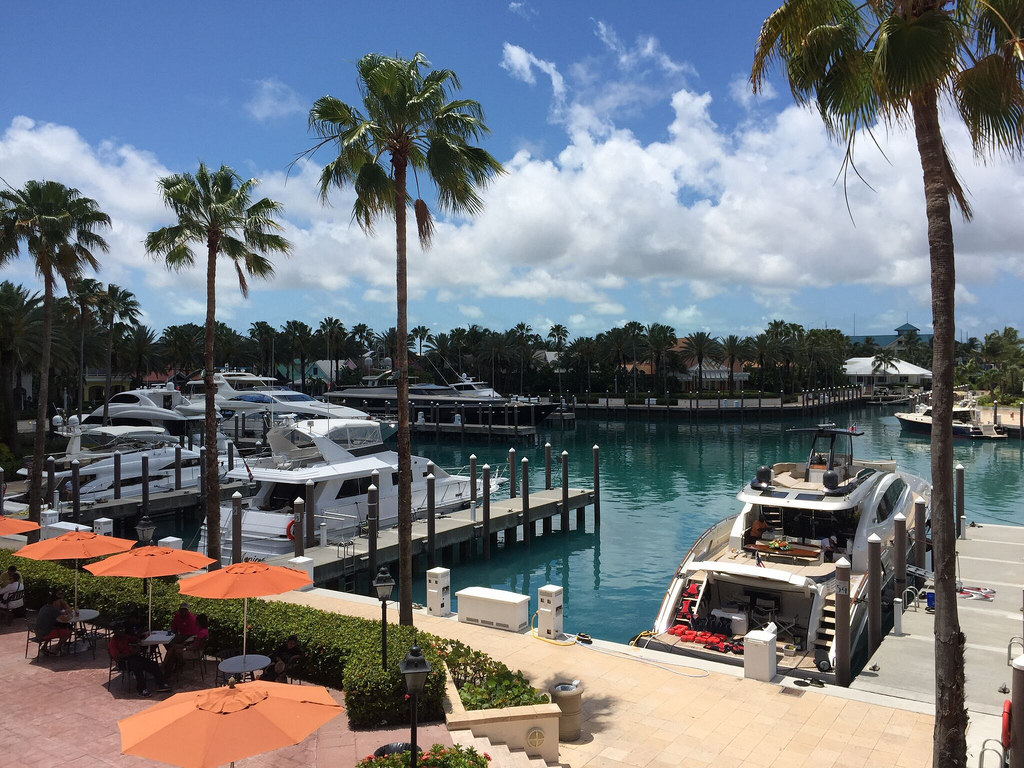
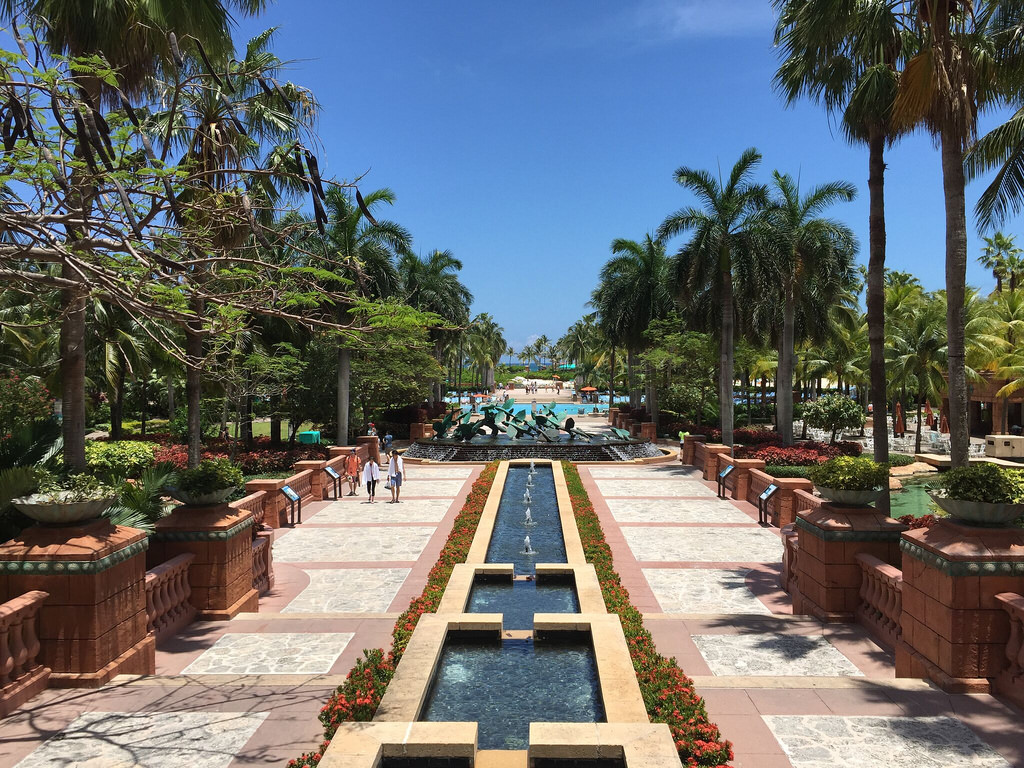